# Muhammad Nashnoush
Muhammad Nashnoush (Tripoli, 14 giugno 1988) è un calciatore libico, di ruolo portiere.

## Carriera

### Club
Ha sempre giocato nel campionato libico.

### Nazionale
Ha esordito in Nazionale nel 2011.